# ミックスマスター
ミックスマスター (MixMaster) は、XAI MEDIAによって開発されたMMORPG。2004年11月1日から基本無料サービスでの運営が開始された。
日本では一度2017年にサービス終了した後、2019年から「ミックスマスターJP」としてサービス運営されている。

## 概要

### ゲームの特徴
"メイト"と呼ばれるモンスターを収集・育成し、共に戦う。また、2体のメイトを合成することで新たな1体のメイトにできる"ミックスシステム"も特徴。

### 沿革
- 2003年12月2日 - 2004年1月6日：クローズドαテスト[1]
- 2004年1月9日 - 2月9日：クローズドβテスト
- 2004年2月12日 - 4月21日：オープンβテスト
- 2004年4月28日 - 10月31日：月額課金サービス[3]
- 2004年11月1日：基本無料サービス開始。
- 2007年3月：テクモとSeedCによるオンラインゲームプラットフォーム「Lievo」でのサービス開始[4]。
- 2011年12月21日：名称が『リ・ミックスマスター』へ変更。
- 2010年5月28日：Lievoと共にSeedCからNECビッグローブ（BIGLOBE）へ運営譲渡[5]。
- 2017年2月10日：MIXMASTER ONLINEとしてJOYPLE AUがサービス開始。
- 2017年5月8日：日本でのサービス終了。
- 2019年2月6日：『ミックスマスターJP』のサービスが開始[2]。

## ゲームシステム

### サーバー
2014年時点での稼動サーバー
- 紅葉の扉（赤緋の扉+緑玉の扉）
- 青銀の扉（青天の扉+白銀の扉）
- 黄金の扉（黄昏の扉+紫電の扉+漆黒の扉）
- 桃花の扉（新規サーバー）

### 通貨
ゲーム内の狩りなどによって増やす通貨GPや、課金によって増やす通貨LCなどがある。
GPはゲーム内で完結しているが、LCは公式ホームページを通してオークションハウス、モール、がらっチャ！に使用する。

#### オークションハウス
GPやLCを介した取引が行われる。通常のオークションとは異なり、出品者が決めた額をはじめて超えた額を入力した人が落札する。このシステムを利用して、課金をしなくても課金通貨を手に入れることができるようになった。

#### モール
LCしか利用できない。課金アイテムを購入するためのシステムである。プレミアムチケットなどの購入はここで行う。

#### がらっチャ！
この手のゲームではよくあるシステムである。LCしか利用できない。ミックスマスターにおいては毎週のアップデートによりで課金装備が当たるがらっチャが期間限定で登場し、上級者のレベル上げには欠かせないものとなっている。

### キャラクター
- ディト (Deet) ：男、武器はソード
- ペンリル (Penlil) ：女、武器は弓
- ジン (Jin) ：男、武器はナックル
- ポイ (Poy) ：女、武器はガン

3周年記念のローディング画像では
- ディト : Ditt
- ペンリル : Penlil
- ジン : Jin（変わっていない）
- ポイ : Phoy

に変わっている

### メイトシステム
メイトとは戦闘に使う、または連れ歩くコアのことを指す。一度に3体まで連れることが可能で、メイトは見た目や実用性など様々な面で評価される。

### チャームシステム
コアにつけることでコアに能力を付与するシステム。攻撃速度や敵に与えるダメージが上がったり、特殊な効果が追加されたりする。はじめはひとつしかつけることができないが、GPで購入できるアイテムにより3つまで拡張可能。

### 防具
ランク別にエンジェル - ゴッドまでの8段階＋生産システムにより生産出来る（トロイ等）。装備できるものは、当初は武器、ヘルム、アーマー、グローブ、ブーツ、ネックレス、リング、ブレスレットの8種類（そのうちリングとブレスレットは2個ずつ装備することができる）。後のアップデートによりアバター6か所、マント、腰、特殊装備が実装された。

### シンクロシステム
武具と防具の効果を、自分の連れているメイトのステータスにプラスさせるシステム。シンクロエンチャントをつけただけでは、レベル1 - 10のモンスターしかシンクロ効果を得られないため、シンクロレベルを上げるシンクロアップ（略称：SUP）というアイテムが必要となる。SUPはプレミアムゾーンにて高確率で入手できるが、課金アイテムのプレミアムチケットが必要。

### スキル
ミックスマスター内にあるスキルは、以下のとおりである。

#### マスタースキル（1次スキル）
シェル
攻撃を一定時間かわす。スキルはかわせない。
カウンター
攻撃されると自動的に攻撃する。スタンされると反撃できない。
シールド
受けるダメージを軽減する。
ブレス
相手に火の玉を撃ち攻撃する。
スナッチ
相手のHPを奪う。
スタン
相手を気絶させる。
ストライク
相手にクリティカルダメージを与える。
ヒーリング
HPを回復させる。
ポイズン
毒を浴びせ、一定時間ダメージを与える。
ブレイズ
相手を炎で包み、一定時間ダメージを与える。
アンチド
毒を回復する。
バインド
攻撃速度を遅くする。
フリーズ
相手の攻撃速度を遅くする。
ブースタ
攻撃速度を早くする。
ハイスピ
移動速度を早くする。

#### マスタースキル（2次スキル）
プロミネンス
一定の範囲にいるすべてのモンスター、敵対するマスター、メイトを攻撃する。
ヒールシャイン
一定の範囲にいるすべてのマスター、メイトを回復する。
ショックスタン
一定の範囲にいるすべてのモンスター、敵対するマスター、メイトを行動できないようにする。
ナイトメア
攻撃相手にダメージを与えると同時に相手の攻撃力を減少させる。　
スロウフォース
攻撃相手にダメージを与えると同時に相手の攻撃速度を遅くする。
アンチポイズン
選択した相手の周りの味方の毒を回復する。
ポイズンミスト
選択した相手の周りの敵を毒で攻撃する。（PVP専用）

#### メイトスキル
ストライク（動物系）
相手にクリティカルダメージを与える。
ヒーリング（鳥系）
HPを回復させる。
スピリット（悪魔系）
悪魔属性のダメージをあたえる。
スタン（メタル系）
相手を気絶させる。
ブレス（ドラゴン系）
相手に火の玉を撃ち攻撃する。
フォース（ミステリ系）
大地属性のダメージを与える。
シールド（植物系）
受けるダメージを軽減する。
スナッチ（昆虫系）
相手のHPを奪う。

## エリア
ルデース
妖精の町。幻夢エリアへはこちらから向かう。
ルデース南部
ルデースの下にあるエリア。
バルカン街道
ルデース南部、バルカン渓谷、パシリア平野、砂塵の荒野といった4エリアを結ぶ。
砂塵の荒野
SB02という大きなコアがいる。双子の渓谷とバルカン街道をつなぐエリア。
双子の渓谷
クラッシャーという大きなコアがいる、2つに分かれたエリア。
砂漠の分岐路
初心者が経験値を得るためによく来るエリア。タシャベルという大きなコアがいる。
トレセド
砂漠の町。ロゼッタへはこちらから向かう。
トレセド南部
トレセドとチェセバ街道を結ぶ。
チェセバ街道
チェセバ荒野とトレセド南部を結ぶ。
チェセバ荒野
ヘルセバとチェセバ街道を結ぶ。チェセバ砦の攻城戦はここから参加できる。
ヘルセバ
砂漠の町。
入り江の三支路
アトラ聖域にはここから向かう。
レザム街道
マジリタ北部
マジリタ
始まりの町。
メクリタ東部
マジリタ北部とメクリタをつなぐ。また最初に忘国に行くときはここから向かうことになる。
メクリタ
2番目につくであろう町。
メクリタ南部
アクティブの数が比較的多く、またここにいるプレイヤーのレベルからすればかなりの強力なアクティブモンスターが何故かいるため少し危険なエリアである。　
ツァイム街道
ワープリングを落とすプリンシーという敵がいる。プリンシーはこことメクリタ南部でしか出現しない。
ラマス平原東
バタパタのお守りというアイテムドロップ率を２倍にする、一定時間だけ使える装備をくれることがあるNPCが存在する。イベント時には使われることが多い。
ラマス平原西
ヘルセバとラマス平原東、パシリア平野につながるエリア。地底湖エリアはここから向かう。
パシリア平野
アクティブモンスターがいないのどかなエリア。たまにイベントが開かれることもある。
バルカン渓谷
初期には存在しなかったマップ。そのため少し他のマップより敵が強い。ポーラリッヒに行けるマップでもある。
ポーラリッヒ（雪国エリア）
ポーラリッヒという町を含めオッフェン海岸、イスカヤの森。嘆きの廃墟をはじめとしたエリア。
ビヨボノグ海岸やヤンガロ遺跡といった特別エリアや、シュネー雪原というマジリタから行ける雪国体験マップも存在する。
初心者マップ
初心者のプレイヤーのため実装されたマップ。ゲームについて解説をしてくれる。
ロゼッタエリア
B1F - B9Fが存在する。奥に行くほど強くなる。
ラマスの地底湖
地底湖入口・地底湖内部・愚者の間・正義の間・隠者の間・運命の間からなる。
幻夢エリア
幻夢の闇路、月白の平原、幻惑の湿原、月影の湿原の4エリアからなる。
月影遺跡
闇月影遺跡と通常の月影遺跡からなり、各B1F - B9Fが存在する。
忘国エリア
過去の世界という設定で、通常マップのほとんどが採用されている。
滅びエリア
未来の世界という設定で、通常マップのマジリタ、トレセド、ルデース、ポーラリッヒが採用されている。
敵の強さによってさらに分かれている。
ナートルエリア
メクリタから移動できる空のエリア。かなり広く攻城戦、狩り、対人戦、クエストやイベントなど色々な用途に使われている。
レイドエリア
黒き森の遺構からはじまる最強クラスの敵がいるエリア。
アトラ聖域
コンフリクトアイテムという限定アイテムを入手したり、新コア「サクラミミィ」を入手したりできるエリア。
PvPエリア
バトルフィールド、天空バトルフィールド、マジリタ城、メクリタ城、チェセバ砦、ナートルの攻城戦エリアなど対人のためのエリアが設定されている。
その他
このほかにもイベントマップやクエスト用マップなど、様々なマップがある。

## イベント
最近はほぼ一週間に1回の頻度でアップデートが行われ、様々なイベントが開始、終了する。モンスターからイベント用のアイテムが落ちるようになったり、イベントマップが設定されたり、イベント用のNPCが設置されたりと様々な手が加えられる。